# La leggenda di Sigurd e Gudrún
La leggenda di Sigurd e Gudrún è un poema narrativo composto dallo scrittore britannico J. R. R. Tolkien e pubblicato postumo.
Il libro è stato pubblicato per la prima volta nel Regno Unito il 5 maggio 2009 ed è arrivato in Italia
nel mese di ottobre dello stesso anno.
Il poema è stato composto totalmente da Tolkien tra gli anni '20 e gli anni '30 del Novecento ed è ispirato alla storia dell'eroe germanico Sigurðr/Sigfrido narrata nell'Edda poetica e nella Saga dei Volsunghi, compilate nel XIII secolo in Islanda. Il poema presenta il metro allitterativo, ispirato allo stile dell'Edda poetica. Il lavoro di Tolkien è arricchito da ampie note del figlio dell'autore, Christopher Tolkien.

## Capitoli
Il libro si apre con un'introduzione di J.R.R. Tolkien all'Edda poetica.

### Il nuovo lai dei Volsunghi
Il primo lai è intitolato Völsungakviða en nýja ("Nuovo carme dei Volsunghi" in norreno) e sottotitolato Sigurðarkviða in mesta ("Carme lungo di Sirguðr"). Esso comprende nove sezioni, più una introduzione, per un totale di 339 strofe.
Upphaf ("L'inizio") è un'introduzione cosmogonica: si racconta la creazione del mondo, l'arrivo degli dèi e del loro lavoro, e la prima guerra contro i giganti. Si conclude con la previsione della profetessa che annuncia il Ragnarök.

#### L'oro di Andvari
La prima sezione, Andvara-gullI, racconta un incidente si verifica ad Odino, Loki e Hœnir. Vicino alla cascata di Andvari, Loki uccide una lontra che in realtà è Ótr figlio di Hreidmar. I figli di Hreidmar, Fafnir e Reginn, fanno prigioniere le tre divinità e chiedono un riscatto per la morte del fratello, ovvero che la pelle della lontra sia riempita e ricoperta d'oro, in modo che nessuno dei peli sia più visibile. Loki va dalla dea Rán. Lei gli presta la sua rete, attraverso la quale Loki cattura il nano Andvari. Il nano riacquista la sua libertà vendendo tutto il suo oro a Loki, ad eccezione di un piccolo anello d'oro che vuole tenere per sé; Loki lo scopre e pretende l'anello. Andvari lo restituisce maledicendolo. Al ritorno di Loki, Odino vede l'anello e lo ruba. La pelle della lontra viene riempita e ricoperta con il tesoro di Andvari ma un pelo rimane visibile. Odino lo copre con l'anello.

#### Signý
La seconda sezione, Signý, racconta la storia di Volsung, figlio di  Rerir e discendente di Odino. Volsung sposa una valchiria di Odino che gli dà dieci figli: i gemelli Sigmund e Signy e altri nove figli. Rinomata per la sua bellezza e la saggezza, Signy attira l'attenzione del re Siggeir di Gauts. Volsung accetta di dargli la mano, nonostante i presagi cupi di sua figlia. Durante la prima notte di nozze arriva un uomo misterioso, Grimnir (Odino in incognito), che pianta una spada in un tronco d'albero e sfida gli uomini presenti a rimuoverla. Nessuno a parte Sigmund è in grado. Siggeir si offre di comprare la spada, ma lui rifiuta, scatenando il risentimento di Siggeir.
Più tardi Volsung e il figlio sono invitati nel paese di Siggeir, ma Signy li avverte: è una trappola. Segue una battaglia, durante la quale Volsung viene ucciso e i suoi figli catturati. Siggeir li fa incatenare e li abbandona nel bosco, dove vengono uccisi uno dopo l'altro da un lupo, ad eccezione di Sigmund, che riesce ad uccidere l'animale e darsi alla fuga.
Desiderosa di vendetta, Signy si trasforma in una strega, e trascorre tre notti con il fratello Sigmund, nascosto nel bosco. Ha un figlio, Sinfjötli, che affianca il padre e porta la sua spada. Insieme, padre e figlio stanno devastando la regione, poi danno fuoco al castello di Siggeir durante la notte. Signy si rifiuta di seguirli e muore nel rogo.

#### La morte di Sinfjötli
La terza sezione, Dauði Sinƒjötla, si apre con il ritorno di Sigmund e suo figlio nel paese di Volsung con il tesoro di Gauts. La moglie di Sigmund  odia Sinfjötli e gli fa bere del veleno, che lo uccide. Sigmund trasporta il corpo di suo figlio al mare, dove un contrabbandiere si offre di prendere Sinfjötli; Questo è, ancora una volta, Odino, che lo porta nel Valhalla.

#### La nascita di Sigurd
All'inizio della quarta sezione, Fœddr Sigurðr, il vecchio Sigmund regna da solo. Il sovrano sposa la giovane Sigrlinn. Il suo paese è stato attaccato da nemici, e Sigmund portata coraggiosamente i suoi uomini in battaglia. Sigmund si trova di fronte ad un guerriero cieco, la lui lancia frantuma la sua spada. Assalito dal suo avversario (Odino in incognito), Sigmund muore. Sigrlinn, che porta in grembo suo figlio, scappa e dà alla luce Sigurd.

#### Regin
Sigrlinn sposa il re di un altro paese, e Sigurd viene inviato dal fabbro Reginn, figlio di Hreidmar. Questo racconta al suo figlio adottivo la storia dell'oro di Andvari, e come il suo fratello Fafnir ha ucciso  Hreidmar e ha cacciato via Reginn in modo da tenersi il tesoro. Reginn convince Sigurd a uccidere Fafnir, che si è trasformato in drago. Il fabbro riforgia la spada Gramr appartenuta al padre di Sigurd e gli dona il cavallo Grani. Sigurd uccide Fafnir, che prima di morire  lo avverte della maledizione che grava sul suo tesoro, ma Sigurd non se ne cura. Regin chiede a Sigurd di arrostire il cuore del drago. Mentre cucina Sigurd si brucia il pollice, e mettendosi la mano in bocca assaggia inavvertitamente il sangue del drago e acquista la capacità di capire il verso delle bestie e il canto degli uccelli. Gli animali lo mettono indirettamente in guardia sul tradimento di Regin e Sigurd lo uccide. Il giovane mette il tesoro di Fafnir sul dorso di Grani e se ne va.

#### Brynhildr
Sigurd arriva nei pressi di una montagna, l'Hindarfell. Vede le fiamme nella parte superiore e una figura in armatura in mezzo a un cerchio di fiamme. È la valchiria Brunilde, mandata da Odino. Sigurd e Brunilde si desiderano, ma Brunilde rifiuta di sposarlo a meno che non diventi re. Lei va via, mentre Sigurd continua il suo viaggio verso la terra di Niflungs.

#### Guðrún
Il re dei Niflungs, Gjúki, è sposato con la strega Grimilde, dalla quale ha avuto due figli, Gunnar e Hagen, e una figlia, Gudrún. Sigurd arriva alla corte e si mette a servizio del re. Grazie a lui, i Burgundi vincono molte battaglie ed espandono il loro regno. Sigurd può finalmente vendicare il padre e reclamare la terra di Volsung, dove divenne re. Grimilde fa bere una pozione a Sigurd che dimentica di la promessa fatta a Brunilde e sposa Gudrún.

#### Brunilde tradita
Nell'ottava sezione, Svikin Brynhildr, Grimilde vuole far sposare Brunilde con suo figlio Gunnar; ma Odino ha isolato la Valchiria e gli ha ordinato di sposare un re. Ancora una volta intrappolata in un cerchio di fiamme, Brunilde spera che il suo re sarà Sigurd. Gunnar, Hagen e Sigurd si recano da Brunilde, ma Goti, il cavallo di Gunnar, non può passare attraverso le fiamme. Gunnar chiede a Sigurd di prestargli Grani, ma il cavallo si rifiuta di obbedirgli. Infine, grazie ad un incantesimo di Grimilde, Sigurd prende l'aspetto di Gunnar e arriva da Brunilde. I due passano la notte insieme, separati dalla spada Gram. La mattina Sigurd lascia l'anello di Andvari a Brunilde e parte.

#### Conflitto
La nona e ultima sezione, Delid, si apre con il matrimonio di Gunnar e Brunilde. Al matrimonio, Sigurd vede la Valchiria e ricorda il suo giuramento. Più tardi, Brunilde e Gudrún fanno il bagno nel Reno durante una caccia al cervo. Gudrún rivela che non è stato Gunnar ad attraversare il cerchio di fiamme, ma Sigurd; la prova è l'anello che adorna la sua mano. Furiosa Brunilde litiga con Gunnar e maledice Sigurd e Gudrún. La valchiria fa credere a Gunnar che Sigurd ha dormito con lei ed esige la sua morte. Gunnar e Hagen rifiutano di rompere il giuramento che li lega al Volsung e chiedono al loro fratellastro Gotthorm, figlio di Grimilde. Lui trafigge Sigurd nel sonno. Brunilde rivela allora la verità a Gunnar e si getta sulla sua spada.

### Il nuovo lai di Gudrún
Questa poesia è intitolata Guðrúnarkviða en nýja ("Nuovo carme di Guðrun"). Il sottotitolo è sottotitolato Dráp Niflunga ("La morte dei Nibelunghi") e dispone di 166 strofe.
- Appendice A: Una breve storia delle origini della leggenda
  - Attila e Gundicaro
  - Sigmund, Sigurd e i Nibelunghi
- Appendice B: La profezia della veggente
- Appendice C: Frammenti di un canto eroico su Attila in antico inglese di J.R.R. Tolkien

## Edizioni
- J. R. R. Tolkien, La leggenda di Sigurd e Gudrún, collana I libri di Tolkien, Bompiani, 2009.